# Lucreci
|  | Aquest article tracta sobre el filòsof i poeta romà. Si cerqueu altres significats, vegeu «Lucreci (desambiguació)». |

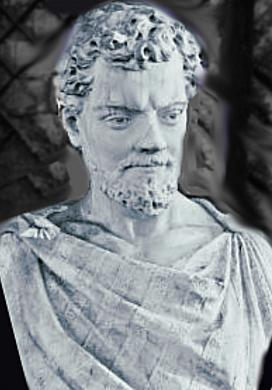

Lucreci (llatí: Titus Lucretius Carus; Campània?, 94 aC — ?, 55 aC) fou un filòsof i poeta llatí, autor del poema didàctic De rerum natura ('De la natura de les coses'), l'única obra seva conservada, que descriu el món segons els principis d'Epicur i de l'atomisme.

## Biografia
Les poques referències biogràfiques sobre Lucreci provenen de tres documents, subjectes a dubtes i a vegades contradictoris entre si, però que coincideixen en el fet que el poeta va viure durant la primera meitat del segle i aC: 
La primera i principal font, per ser la més completa tot i ser força posterior, és la breu biografia inserida per Sant Jeroni a la Crònica d'Eusebi a finals del segle iv. El segon testimoni es troba en la Vita Vergilii, dins el Commentarium d'Eli Donat, del segle iv. Per acabar, el tercer i més antic és una carta de Ciceró, dirigida al seu germà Quint el febrer de l'any 54 aC, que constitueix l'únic testimoni directe d'un contemporani de Lucreci.
En primer lloc, pel que fa a les dates precises, Sant Jeroni, probablement basant-se en aquest aspecte en el capítol avui perdut De poetis del De uiris illustribus de Suetoni, va afegir en les dades sobre l'any 94 aC: 
| « | nasqué el poeta Titus Lucretius. Dominat per un filtre d'amor, en els seus moments de lucidesa escrigué alguns llibres que Ciceró corregí. Es causà la mort en el seu quarantaquatrè any. | » |

L'any de naixement de Lucreci oscil·la entre el 95 i el 94 aC depenent del manuscrit; tanmateix, sembla clar que va morir als 43 anys d'edat i que es va suïcidar. Però aquestes dades entren en contradicció amb la font d'Eli Donat, mestre de Sant Jeroni: va escriure en la seva Vida de Virgili, basada també en Suetoni, que Lucreci havia mort durant el segon consolat de Pompeu i Cras, l'any 55 aC, quan Virgili prengué la toga viril (tot i la incongruència que aquell any Virgili només tindria 15 anys, en lloc dels 17 que apunta el text), fet que conduiria l'any 99 aC com a data de naixement, si mantenim els anys de vida segons Sant Jeroni i, per tant, Suetoni.
Aquesta segona alternativa podria rebre el suport del tercer testimoni, la carta de Ciceró escrita l'any 54 aC en què fa un intercanvi d’impressions amb el seu germà sobre la recent lectura de De rerum natura, sembla que amb el rerefons de la mort del poeta. Així, tal com indica Sant Jeroni, Ciceró podria haver rebut el manuscrit de Lucreci pòstumament i haver-se encarregat de la seva revisió i edició. Per tant, queda clara la situació de Lucreci en la primera meitat del segle i aC i la seva mort abans de complir els 50 anys.
En segon lloc, quant a la seva situació social, es pot extreure informació de diferents elements: a partir del seu nom complet (Tit Lucreci Car) es dedueix que pertanyia a la família aristocràtica dels Lucrecis i a la branca dels Triciptí.
A través del personatge a qui dedica De rerum natura, una altra evident font d’informació, Gai Memmi, identificat amb l'aristòcrata pretor l'any 58 aC i propretor de Bitínia l'any 57 aC, es pot inferir que seria incompatible una desigualtat social gaire accentuada entre tots dos, per l'estreta familiaritat dels termes en què s'hi dirigeix, sempre respectuosos i amistosos però que arriben al punt de reclamar la seva atenció de manera violenta i a advertir-lo severament de no apartar-se de la doctrina d'Epicur.
La llengua natural de Lucreci era el llatí. Al llarg del poema, es mostra com un romà: per a ell la pàtria és Roma i si tal vegada no havia nascut a l'urbs, sí que hi devia haver viscut durant molt de temps, perquè se'n sentia part i estava familiaritzat no solament amb tots els aspectes de la vida quotidiana de la ciutat, sinó també amb diverses personalitats importants, com Gai Memmi i Ciceró.
Pels seus coneixements profunds sobre la poesia i la filosofia gregues i llatines, Lucreci sembla haver rebut una bona educació i haver viatjat.
Finalment, Sant Jeroni en la seva Crònica escriu sobre la follia intermitent del poeta, com a conseqüència d’haver ingerit un filtre amorós, en els intervals de la qual hauria escrit la seva obra, i el seu lúcid suïcidi. Pel que fa a aquesta notícia, crida l’atenció que Ciceró, en la carta ja citada en què parla de Lucreci, no faci cap referència ni a la seva follia ni a la seva trista mort; així mateix, en altres autors antics que l’han esmentat o al·ludit, com Ovidi o Virgili, es manté l’unànime silenci sobre unes circumstàncies tan considerablement importants del poeta. I a més a més, quan Ovidi en l’Ars Amatoria afirma que els filtres són causa de bogeria, resulta rar que no posi l'exemple de Lucreci.
Així, la història de la poció i la bogeria seria una invenció, una llegenda que es va crear en l’època de Sant Jeroni, i que podria ser explicada com un intent de desprestigiar-lo per part dels cristians, com a venjança per la seva defensa de la filosofia epicúria. La seva mort podria haver estat un suïcidi, fet que ni era estrany en l’època ni està en contradicció amb la doctrina del poeta ni amb la seva concepció més aviat pessimista del món.

### Context històric
La vida de Lucreci, doncs, va transcórrer en una època crítica de la història romana, de grans convulsions polítiques i socials: les guerres civils de Sul·la i Mari, la guerra social, la sublevació dels esclaus, els complots de Catilina, així com la descomposició de la religió tradicional nacional i la propagació de nous corrents com ara els cultes orientals; en definitiva, va presenciar una època de transició i el lent enfonsament de les antigues institucions, però, segons Eduard Valentí, aquest fet no hauria influït en la seva personalitat, ja que, havent mort la dècada dels 50 aC, no podria haver previst els esdeveniments posteriors a l'enfonsament de la República ni va viure la consciència de crisi de l'any 49 aC. Tanmateix, aquesta època d’inseguretats, potser va afavorir l'expansió de l'epicureisme a Grècia i a Roma.

## Obra
Article principal: De rerum natura

De rerum natura, 1570

L'única obra coneguda de Lucreci és De rerum natura, que es conserva completament i constitueix l'exposició més completa i coherent conservada de la filosofia epicúria. Lucreci té com a objectiu assegurar la major i millor divulgació possible de la doctrina d'Epicur, a partir de la física atòmica. Per tant, es tracta d'un missatge complex que vol transmetre de forma agradable i senzilla: mitjançant una forma, el vers, que, paradoxalment, era refusada pel seu mestre, Epicur, i pels epicuris més ortodoxos. Aquests darrers, en efecte, rebutjaven la poesia pel seu caràcter metafòric, però Lucreci n'explica l'elecció amb la metàfora del remei amarg que els nens es neguen a prendre si no se'ls dona amb mel; el remei seria la doctrina d'Epicur, amb tota la seva dificultat, i la mel seria la forma poètica, que agrada als sentits.
Així doncs, ho fa a través d'aquest poema didàctic filosòfic, que dedica a Gai Memmi i consta de sis llibres, organitzats temàticament de la següent manera tripartida:
- Llibres I i II: dedicats a la descripció de les bases ontològiques de la natura, a través de l'atomisme de la física epicúria.
- Llibres III i IV: dedicats a l'estudi de l’ànima, la psicologia i les sensacions humanes.
- Llibres V i VI: dedicats a la naturalesa del món: les causes i principis de la cosmologia i els fenòmens meteorològics i epidèmies.

Lucreci mostra un interès no tan teòric com pràctic, ja que cerca contribuir a l’alliberament de la societat de l'opressió i temor generats per la religió, a partir dels coneixements de la raó i de la ciència; per tant, vol ensenyar una forma de viure: mostrar les causes de la natura, independentment de les divinitats. Tanmateix, tant pel llenguatge com pels coneixements que requereix la lectura del poema, va dirigit a un públic refinat, una noblesa nodrida d'hel·lenisme.

## Influències, models i innovacions
La primera manifestació que es conserva, indirectament, del gènere didàctic a Roma és la d'Enni: Hedyphagetica, que consisteix en un catàleg de peixos i aliments agradables. Resulta un inici de poesia didàctica amb un interès molt tècnic i pràctic, influenciada per l'alexandrina grega, i de tradició pobra a Roma.
Molts autors dubtaven que pogués ser considerada un “gènere” poètic, perquè hi mancava l'element de ficció característic, com ara Aristòtil i Plutarc; i encara que Gòrgias, Plató, Horaci o Tàcit consideressin poesia tot allò escrit en vers, la integració de la poesia didàctica va seguir presentant dificultats durant tota l’antiguitat.
En canvi, posteriorment, Lucreci provoca una revolució en el gènere didàctic llatí, prenent com a referència models més antics que els alexandrins: els poemes filosòfics jònics, que servien als filòsofs per a divulgar les seves teories, amb implicació personal. La diferència del cas de Lucreci és que ell no exposa les seves teories, sinó que trasllada les d'Epicur amb entusiasme.
Així, Lucreci genera un nou concepte poètic, lligat a l'ensenyament d’una ideologia; però segueix Enni en molts aspectes, com s'observa en molts paral·lelismes lèxics i en l’ús de l'hexàmetre, situant-se enmig del camí de successiva perfecció entre Enni i Virgili. El mateix Lucreci reconeix la importància que té Enni en la seva obra.
Ni el títol de l’obra (De rerum natura) ni el subjecte són pas invencions de Lucreci: el títol prové sens dubte de l'exemple de l’obra d’Epicur, Περί φύσεων, (Peri physeon), també reproduït per Empèdocles. I, evidentment, tota la doctrina exposada per Lucreci prové dels epicuris; Lucreci reconeix explícitament que el seu mèrit consisteix en només posar en versos llatins l’obra d’Epicur. A més, alguns trets de la cosmologia de Lucreci mostren una estreta relació entre la filosofia epicúria i el pensament presocràtic, més concretament amb Heraclit i Parmènides. Aquest tema pràcticament no tenia predecessors a Roma.
Hi ha també vint imitacions manifestes que mostren la influència de la traducció dels Fenòmens d’Arat (escrita el segle iii aC), feta per Ciceró, encara que han estat jutjades com a simples coincidències per part de W. Merril.
Però Lucreci és més aviat un poeta aïllat, que no segueix els passos dels seus contemporanis en poesia, sinó que s'emmiralla en el passat, tan grec com romà.

## Característiques generals
Lucreci tracta uns temes complexos i àrids, com són la física atòmica i la filosofia epicúria, motiu pel qual se centra en un estil clarificador; es fonamenta en els paral·lelismes entre fenòmens coneguts per tots i la física atòmica, per a fer avançar les seves argumentacions i fer-ho entenedor als menys preparats. Per exemple, per a explicar que les coses estan formades per la combinació d'un nombre finit de formes atòmiques, ho compara amb les lletres de l'alfabet. En molts casos recorre a les analogies per a explicar l'univers a partir de l'home o a l'inrevés. Però tot i l’aspiració a un estil clar, de tant en tant es mostra molt repetitiu, poc variat, amb diverses dobles redaccions.
El to de l’obra ve marcat per una gran força poètica, fruit, justament, de la combinació de diferents matisos. D'una banda, un to entusiasta i fervorós, que reflecteix la voluntat d'ensenyar a la societat la manera de viure que ell considera la millor. Aquest to esdevé ferotge respecte de la crítica als valors tradicionals i, sobretot, al paper de la religió, les creences i supersticions, que oprimeixen la vida quotidiana de les persones. D'altra banda, presenta una diversitat de tons depenent del tema tractat: líric quan evoca les llegendes d'herois i déus, o quan realça la figura d'Epicur, en altres casos satíric, elegíac o fins i tot melancòlic. Tanmateix, tot això es combina amb una anàlisi racional i objectiva i uns arguments rigorosos.
Pel que fa a la llengua, Lucreci mostra una depurada tècnica de l’hexàmetre, que l'encamina cap a la perfecció tècnica de Virgili. Tendeix a la precisió, al matís, a la claredat, així que la llengua està al servei de la seva voluntat de fer entendre uns coneixements. Tot i així, les abundants repeticions, tant de fórmules de relligament com de recursos i de paraules, denoten un cert arcaisme.

## Llegat

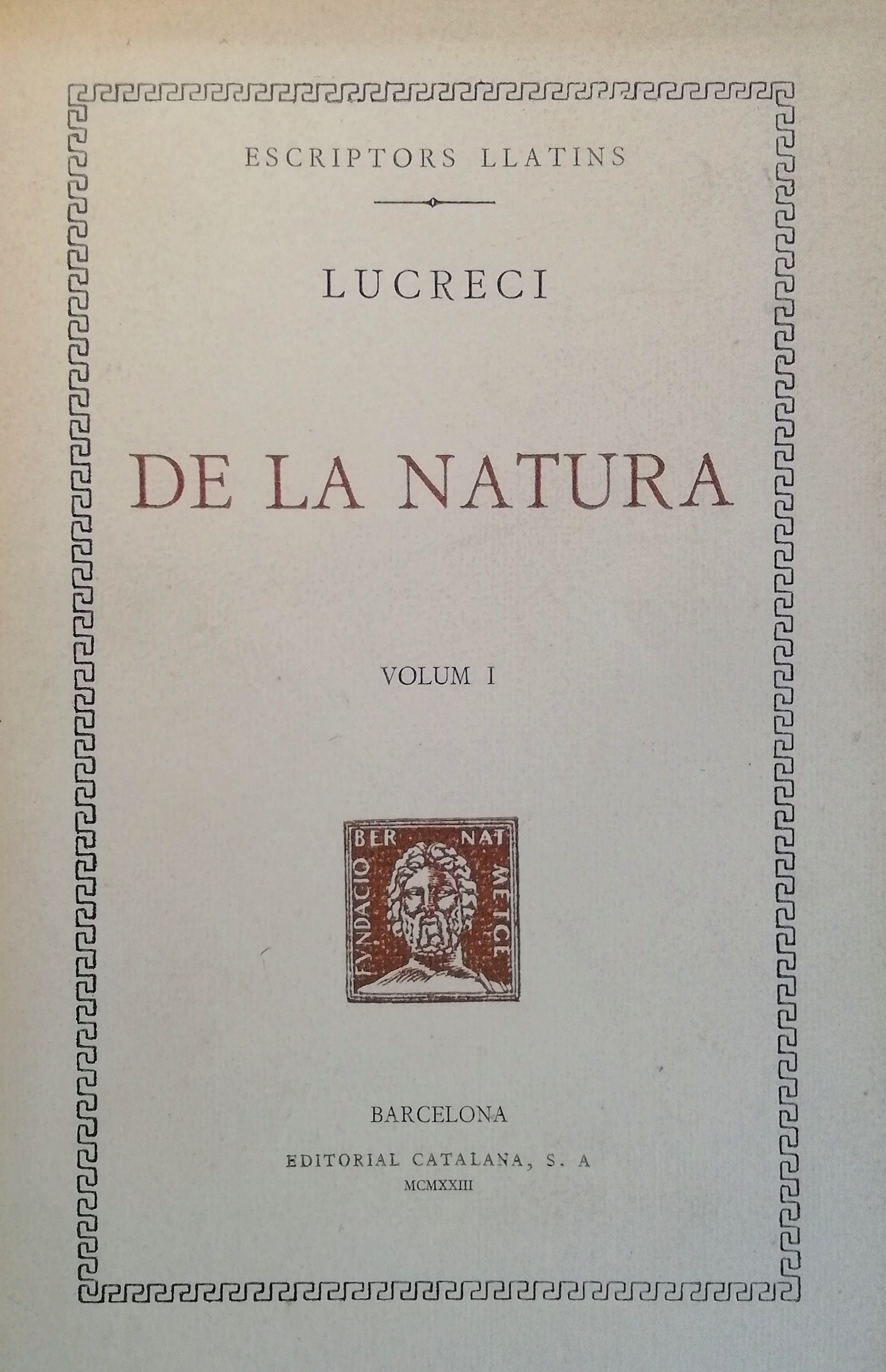
De rerum natura, traducció catalana publicada a Barcelona per la Fundació Bernat Metge juntament amb Editorial Catalana l'any 1923

La pervivència de Lucreci es troba completament lligada, o fins i tot fusionada, a la de la seva única obra: De rerum natura, per tal com n'és l'única obra i la font més extensa d'informació sobre el seu pensament i, per extensió, la seva persona.
Entre els autors contemporanis a Lucreci, hi ha una mena de silenci respecte a la seva persona. Si bé Ciceró tenia una alta opinió de l’art de Lucreci, només ens n’ha arribat la referència de la carta al seu germà. A aquesta, cal afegir-hi una menció de Nepot, vint anys després de la mort del poeta, que mostra que s'havia convertit en clàssic de la literatura.
No va ser tampoc gaire citat per autors posteriors, tot i la influència que hi hagi pogut tenir, sobretot en els de l’àmbit didàctic. Per exemple, Virgili no en reconeix gaire la influència, tan sols s'hi pot identificar una referència possible, en un vers, sense citar-ne el nom. Virgili s'emmarca en un àmbit diferent, el que es podria anomenar una segona revitalització del gènere, més de retorn als orígens grecs però amb un rerefons clarament polític. Lucreci va ser llegit per Horaci, a qui se'n percep la influència en les sàtires i el primer llibre d’epístoles. Ovidi vaticina que el seu poema serà immortal: "Els versos del sublim Lucreci desapareixeran el dia que porti la fi del món.".
Pel que fa als autors tardans cristians, l’utilitzen per lluitar contra la religió pagana, encara que el critiquen per l’altra banda. Tot i l'hostilitat cap a Lucreci, algunes de les seves idees van ser recollides per la ciència de l’època.
Durant l'Edat Mitjana se'n perd pràcticament el rastre fins a la recuperació d’un manuscrit de De rerum natura per part de Poggio Bracciolini al segle xv. Bracciolini l'envia a Florència i a partir d'aquesta còpia deriven les edicions de l'obra al llarg del Renaixement, durant el qual adquireix més importància i influència.
El moment més àlgid de la influència lucreciana és, però, al segle XVIII: interessa sobretot a Goethe i influencia Byron, entre altres escriptors.
Recentment, en el camp del pensament, com a reivindicació de la llibertat de pensament, s'ha situat Lucreci com a estímul que ha desencadenat el desenvolupament de la ciència moderna.